# Le Patriote
Le Patriote is een Franse dramafilm uit 1938 onder regie van Maurice Tourneur. Het scenario is gebaseerd op de roman Der Patriot (1925) van de Duitse auteur Alfred Neumann. Destijds werd de film in Nederland uitgebracht onder de titel De patriot.

## Verhaal
Tsaar Paul I van Rusland is zo machtig geworden dat hij een gevaar vormt voor zijn eigen bevolking. Uit patriottische overwegingen beraamt graaf Pahlen samen met kroonprins Alexander een complot tegen de tsaar.

## Rolverdeling
| Acteur           | Personage           |
| ---------------- | ------------------- |
| Harry Baur       | Paul I              |
| Pierre Renoir    | Graaf Pahlen        |
| Suzy Prim        | Anna Ostermann      |
| Jacques Varennes | Panin               |
| Elmire Vautier   | Tsarina             |
| Geller           | Mouravieff          |
| Nicolas Rimsky   | Yocov               |
| André Carnège    | Zoubov              |
| Fernand Mailly   | Admiraal            |
| Jacques Mattler  | Commandant          |
| Robert Seller    | Narichkine          |
| André Varennes   | Minister van Oorlog |
| Victor Vina      |                     |
| Paula Clère      | Spionne             |
| Gérard Landry    | Kroonprins          |
| Colette Darfeuil | Lopouchina          |
| Josette Day      | Nadia               |